# Venlo
Venlo (en ancien néerlandais : Venloo) est une commune et ville néerlandaise, située en province de Limbourg et comptant 103 984 habitants lors du recensement de 2024, effectué par le Bureau central de la statistique (CBS).

## Origine
L'origine du nom Venlo n'est pas connue avec certitude. La théorie la plus courante est que « ven » désigne une lande marécageuse et « lo » un bois ou une clairière, faisant de Venlo le « bois du marais » ou la « clairière dans la lande ». Ven a la même origine que fagne en français et Fenne en allemand.
Vennelon ou mieux uennelon est la plus ancienne appellation connue : elle désigne une prairie humide dans le cadre champêtre de la basse terrasse de la Meuse, et dévoile une forme linguistique propre à une dénomination paysanne qui remonte un peu avant l'an 700. L'historien des Gueldres Pontanus donne une première explication, constatable de visu affirme-t-il, sur la dénomination de ces anciennes "terres de pâturage basses et humides" : Nomen habere a vocibus veenen & loo / pascua depressa ac humilia indicantibus, res ipsa loqui videatur. Les auteurs successifs de l'époque moderne reprennent l'interprétation, parfois en montrant l'analogie avec le monde flamand, ou dérivent l'explication initiale, par exemple en indiquant la présence de sol tourbeux et donc de tourbe autrefois. Réfutant une création urbaine ex nihilo au XIIe siècle, des historiens modernes, férus d'indices archéologiques, inventent parfois d'hypothétiques lieux ou hameaux habités bien avant la fondation officielle.
La fondation vers 1163 par Agnès de Heinstein doit être revue et limitée à l'élaboration de nouvelles murailles et à des fossés protecteurs. Aucun archéologue ne doute de la présence humaine à l'âge du bronze ou du fer sur les hauteurs de la ville. Des habitations romaines se trouvaient bien au centre de Venlo, et diverses poteries attestent de cette modeste colonie romaine aux Ier et IIIe siècles. Le parc de Juliana (Juliana Park), plus tard au sud-ouest des murailles médiévales, était un champ cultivé. L'établissement mérovingien précoce, avec des traces de poteaux en bois et de multiples poteries, entre le VIe et le VIIIe siècle reste à circonscrire : le Vieux-marché, la rue des Juifs, la rue du Saint-Esprit ou les environs de la Lohofstrasse, dont la rue centrale apporte des indices d'un cimetière mérovingien. La cour de la Duchesse au centre-ville apparaît par ses traces de puits et fosses comme une arrière cour d'habitations du IXe siècle. Les archéologues amateurs de l'entre-deux-guerres ont été convaincu que Venlo possédait une église saint Martin à la fin du Xe siècle. Les fouilles de 1945 ont permis de justifier l'hypothèse d'une église-halle du IXe siècle. 
Les historiens d'église ont pris la balle au bond des archéologues, faisant remarque que ce "martinus patrocinium" n'est mentionnée curieusement qu'en 1305, avec les premières archives de la ville. Pourtant, ce patronage est commun dès la période franque, comme à Tegelen ou Gennep. La chronique de Saint Guy alias Vitus, abbé de Moenchengladbach, rédigée vers 1110, rappelle une tractation d'églises, mentionnant ainsi l'église de Venlo pour la première fois, vers les années 990 entre l'archevêché de Cologne et l'évêché de Liège.

## Histoire

### Préhistoire
Des traces de cultures agricoles à l'âge du bronze et du fer à l'emplacement de l'actuelle ville existent, ainsi que plusieurs tertres funéraires. Les mieux connus se trouvent dans la vallée des larmes (Jammerdal), proche de la frontière allemande. 
Le peuplement de Venlo remonterait à l'époque romaine en tant que groupement de villages en marge du limes. 

### Moyen Âge
Au Moyen Âge, Venlo, connue dans les archives dès 1170, est un centre commercial important sur la Meuse. La ville a d'emblée une fonction militaire et stratégique, ce que prouvent les nombreux sièges ou batailles qui la concernent en 1373, 1459, 1473 ou 1481. L'église saint Martin, surmontée d'une haute tour, date, selon les anciennes archives, de 1304. Elle est dotée d'une belle chaire de vérité et de magnifiques fonts baptismaux, dans la tradition mosane.
Le comte Reinald II de Gueldre confère en 1343 des droits municipaux à la ville. Elle devient membre de la Hanse en 1375. Venlo dans le duché de Gueldre rejoint définitivement la maison du Grand Duché de Bourgogne sous Charles le Téméraire en 1473. La campagne de Charles est connue, dans les registres des recettes de l'artillerie de la chambre des comptes de Lille, par les arriérés de livraison et de frais, du maître charretier, Wouters Teilin, de Noël 1472 à octobre 1473, comprenant les réparations de l'artillerie en route, notamment vers Venloo et Nimègue. .
Les tabellions de l'archiduc Maximilien, époux de Marie de Bourgogne, demandent, le 30 juin 1482, de faire tirer des entrepôts de Namur et d'amener avec diligence à Ruremund, quatre serpentines, cent pierres de bombarde, cent de courtaux, et deux tonneaux de viretons pour crenequins avec trois cent longues piques à la façons de Suisse, pour entamer un siège à Venloo, notre ville au pays de Gueldres.

### Début de la période moderne
En 1543, le duché de Gueldre devient une des dix-sept provinces des Pays-Bas des Habsbourg détenus par Charles Quint en tant que descendant de Charles le Téméraire, et qu'il attribue, après pacification, en octobre 1555 à son fils Philippe, qui devient aussi roi d'Espagne en janvier 1556. Venlo et Gueldre/Geldern sont les deux villes reconnues de Haute Gueldre. En 1579, la ville de Venlo rejoint l'union calviniste d'Utrecht, s'émancipant de l'influence catholique espagnole.
L'hôtel de ville, construit durant cette période, contient des tableaux de Goltzius.

### Guerre de Quatre-Vingts Ans et naissance des Provinces-Unies
Le règne de Philippe II est marqué par l'insurrection des Pays-Bas (révolte des Gueux, 1566) qui devient ensuite une guerre, la guerre de Quatre-Vingts Ans (1568-1648). En 1581, les insurgés proclament la déchéance de Philippe II de ses droits sur les Pays-Bas (acte de La Haye), point de départ d'un nouvel Etat, les Provinces-Unies. Mais la guerre va encore continuer pendant 70 ans.
Vers 1590, le duché de Gueldre est de facto scindé en deux parties, la moitié sud restant sous le contrôle du roi d'Espagne, tandis que le nord est solidement sous le contrôle des Provinces-Unies. 
Le 21 août 1637, le cardinal infant charge le marquis de Fondrato d'assiéger et prendre Venlo, place forte défendue par son gouverneur Nicolas de Brederode. Un bombardement de la ville est entrepris par les troupes espagnoles, nombreuses et bien équipées, à partir de quatre positions proches de tranchées, mais la réponse d'artillerie locale s'avère tout aussi efficace. Le 24 août, les maigres et squelettiques compagnies de la garnison, du fait de la négligence de l'encadrement corrompu, finissent par affoler les bourgeois de la ville, qui décident de se mutiner pour traiter avec l'adversaire. Corneille Poorter, le curé de la grande église prend sur lui de parlementer et part traiter avec les représentants du cardinal infant. Les canons se taisent. Le 25 août, formant une délégation responsable, le major Jean Jeger et Hans Conrad Beranger pour la garnison, l'ancien bourgmestre Bomer et le curé Poorter pour la ville et quelques secrétaires partent signer la capitulation. Cet abandon précipité de la ville et place forte en quatre jours humilie l'armée néerlandaise, ce dont le conseil de guerre accable au premier chef les militaires traitres Jeger et Brederode en fuite de confiscation de biens et les condamne à la décapitation.
Lors du traité de Münster de janvier 1648 qui met fin à cette guerre, Venlo, ville dévastée par des épidémies et les guerres depuis 1635, ville perdue par les Provinces-unies en 1637, se retrouve dans les territoires catholiques qui restent au roi d'Espagne. La ville amoindrie ne connaît un premier essor qu'après 1687. La place militaire, défendue conjointement par les Français et les Espagnols, et la ville se rendent le 23 septembre 1702 à la coalition formée par la Prusse et la République des Provinces-Unies, Roermond tombe dans la foulée le 7 octobre. 
La situation change à la suite de la guerre de Succession d'Espagne : les Pays-Bas espagnols passent à la maison d'Autriche, formant ce qu'on appelle les Pays-Bas autrichiens.

Après les tergiversations des traité d'Utrecht, le traité de la Barrière donne la ville de Venlo et quelques autres menues enclaves proches de la Meuse à la République des Provinces-Unies : au sud, Roermond, avec une part de la rive gauche et la proche rive droite de la Meuse, elles-mêmes voisines ou intriquées de terres néerlandaises ou diverses, reste aux Pays-Bas catholiques de la maison Habsbourg. Au nord, la plus grande part du duché de Gueldre et du duché de Clèves, et notamment toute la rive gauche de l'ancien comté de Kessel en face de Venlo, échoit à la maison allemande et prussienne de Brandebourg, ce qui redessine à l'ouest les limites du saint Empire Romain Germanique. Par une habile politique, les rusés coalisés prussiens sont parvenus à priver les valeureux Néerlandais des fruits d'une laborieuse victoire, et ils saisissent ensuite sans vergogne le contrôle de la navigation sur la Meuse en aval de Ruermond, en installant des points de contrôle cruciaux, ce qui explique l'état misérable du port de Venlo tout au long du XVIIIe siècle.

### De la prompte conquête française en 1794 à la lente séparation de la Belgique et des Pays-Bas entre 1830 et 1839

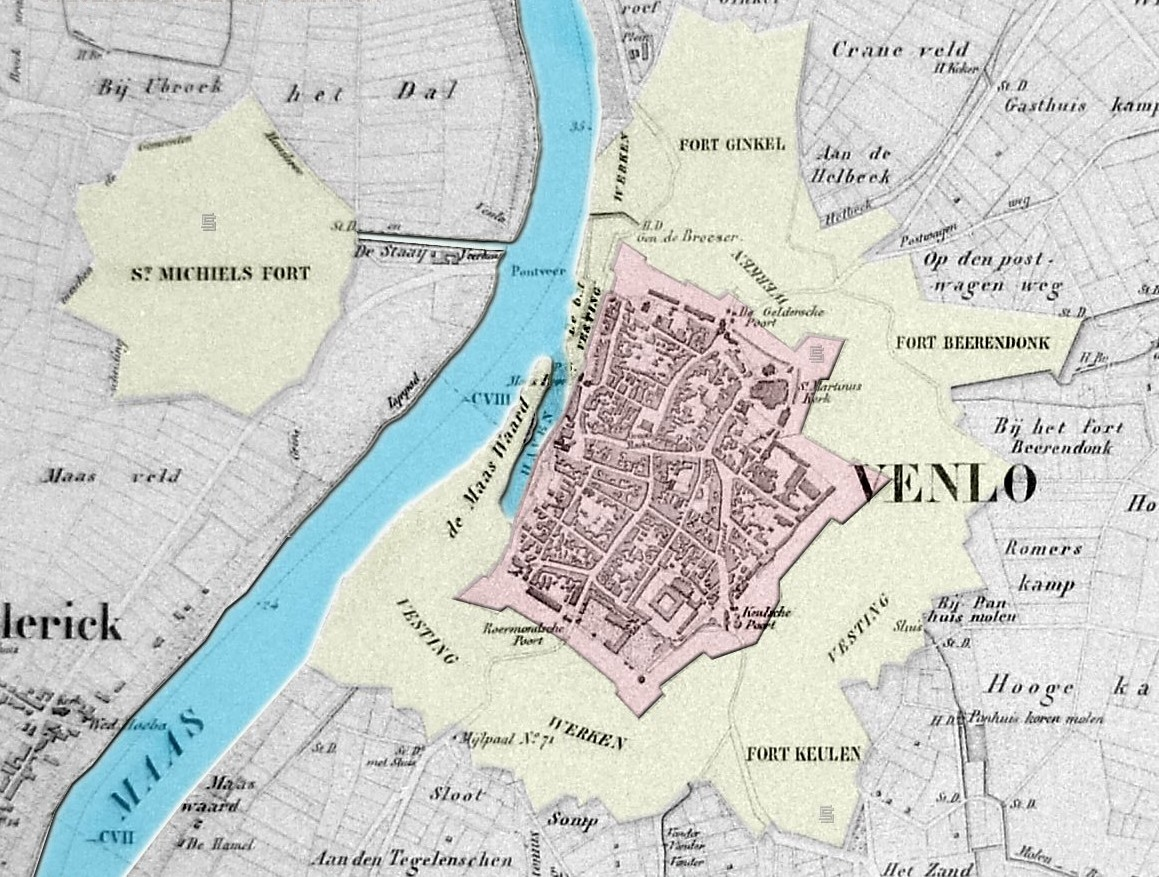
Venlo vers 1850, l'art poliorcétique autant moderne que contemporain rappelle un lointain verrouillage médiéval du fleuve.

La ville est conquise en 1794 à la suite d'un siège par les armées de la République française. Les Pays-Bas autrichiens et le Limbourg et ses environs deviennent, soumis aux lois universalistes de la République française, de simples départements français, jusqu'à la chute de l'Empire français en 1814. En deux décennies, l'irruption de l'état moderne au niveau administratif éradique et décrédibilise les anciennes structures féodales émiettées. 
Après la double chute de Napoléon en 1814/1815, le congrès de Vienne de 1815 attribue les anciens Pays-Bas autrichiens et une grande part de la Haute Gueldre, malgré la présence militaire prussienne, au royaume uni des Pays-Bas. Venlo et sa forteresse font désormais partie de la province du Limbourg. En 1830, la Belgique occupée entre dans de violents troubles et tente de s'émanciper de la lourde tutelle néerlandaise. Elle obtient son indépendance par le premier traité de Londres, et le Limbourg lui revient ainsi que Venlo assiégée. Mais par un second traité diplomatique en 1835, entériné par le second traité de Londres de 1839, la belle province du Limbourg est scindée en deux, soient une partie belge et une partie néerlandaise, où se trouve la contrée de Venlo. Contrairement au reste de la province néerlandaise du Limbourg, reversée en compensation de la cession du Luxembourg à la Belgique en 1839, la ville fortifiée de Venlo (ainsi que Maastricht), ne deviendra pas membre de la Confédération allemande.

### Entité urbaine en croissance
La destruction des murailles de la ville est décidée en 1867, permettant ainsi son expansion, en réduisant la pression sur le centre-ville et autorisant la mise en place d'une infrastructure routière appropriée. Venloo, de l'arrondissement de Ruremond ou Roermond, respectivement à 67 km et 45 km de Maastricht, est une station de chemin fer importante, sur un nœud ferroviaire, où se croisent les voies de Maastricht à Arnhem, d'Anvers à Gladbach ou de Flessingue à Hambourg. L'essor urbain à la Belle Époque est indéniablement lié au chemin de fer et aux réseaux routiers qui lui sont associés. En 1880, un bateau à vapeur sur la Meuse fait encore la navette quatre fois par semaine de Venlo à Rotterdam. La ville désormais en croissance a atteint 8000 habitants après 1880. 
Pourtant, vers les années 1890, la ville, caractérisée par son école bourgeoise supérieure et son distingué collège épiscopal, ne dépasse nullement 13000 habitants. Le commerce des céréales et la meunerie sont actives, induisant une activité agro-alimentaire : fabriques de pâtes alimentaires, brasseries et vinaigreries. Fabriques de tabac, et industries céramiques (briqueteries et tuileries). Après la Grande guerre, la ville est réputée pour ses machines et ses étoffes.
La municipalité urbaine de Venloo en croissance administrative absorbe dès l'entre-deux-guerres les anciennes communautés voisines, en particulier pendant l'occupation allemande après 1940 la municipalité préalablement étendue de Blerick.

### Seconde Guerre mondiale
Le 9 novembre 1939, la ville est le théâtre de ce qu'on appelle l'incident de Venlo, lorsque deux agents secrets britanniques sont capturés par un commando de SS prétendant être des réfugiés allemands antinazis.
Située aux marches du Troisième Reich, la ville est restructurée par l'administration allemande.  
À la fin de la Seconde Guerre mondiale, Venlo subit d'importantes destructions, à la suite des bombardements alliés visant à détruire le pont sur la Meuse, ainsi qu'un aéroport de la Luftwaffe proche de la ville. 
La ligne de front passe dans la ville meurtrie pendant trois mois, car les troupes alliées, bloquées par l'offensive allemande des Ardennes et ses conséquences, ne parviennent point à s'en emparer complètement. Elle est finalement libérée le 1er mars 1945 par l'armée américaine, reprenant l'offensive après avoir sécurisé ses approvisionnements.

## Culture
Les bombardements de la Seconde Guerre mondiale ont détruit beaucoup de monuments historiques du centre-ville. Parmi ceux qui ont été épargnés, la mairie du XVIIe siècle sur la place du marché, est un monument majeur de la ville. Le tracé médiéval des ruelles du centre, très rare aux Pays-Bas, a lui aussi été bien préservé.
De nombreuses associations culturelles y sont actives, comme celle chargée de l'organisation du carnaval, Jocus, ainsi que de nombreuses associations de musique et de théâtre. Le musée du Limburg présente l'histoire et la culture du Limbourg.

## Économie
Le géant de l'imprimerie Océ ainsi que l'entreprise de transport Frans Maas ont leur origine à Venlo. Le secteur du transport en particulier a connu au cours du XXe siècle une importante croissance, profitant de la situation stratégique de la ville située près d'une frontière, ainsi qu'au croisement de la Meuse et des voies de chemins de fer. La Meuse n'est actuellement utilisée que dans une moindre mesure dans l'infrastructure des transports.
L'économie du centre-ville profite également beaucoup des voisins allemands, qui viennent visiter la ville et y faire du shopping. La proximité de la ville avec la frontière a par ailleurs favorisé une autre forme de tourisme, liée à la consommation de cannabis.

## Sport
Dans le domaine sportif, le club de football VVV Venlo défend les couleurs de la ville en première division.

## Villes jumelées
- Krefeld (Allemagne) depuis 1964
- Klagenfurt (Autriche)
- Gorizia (Italie)

Ces villes ont en commun, outre leur taille comparable, de toutes se situer à proximité d'une frontière.

## Évènements
- Venlo accueille du 5 avril au 7 octobre 2012 la sixième Floriade.

## Galerie

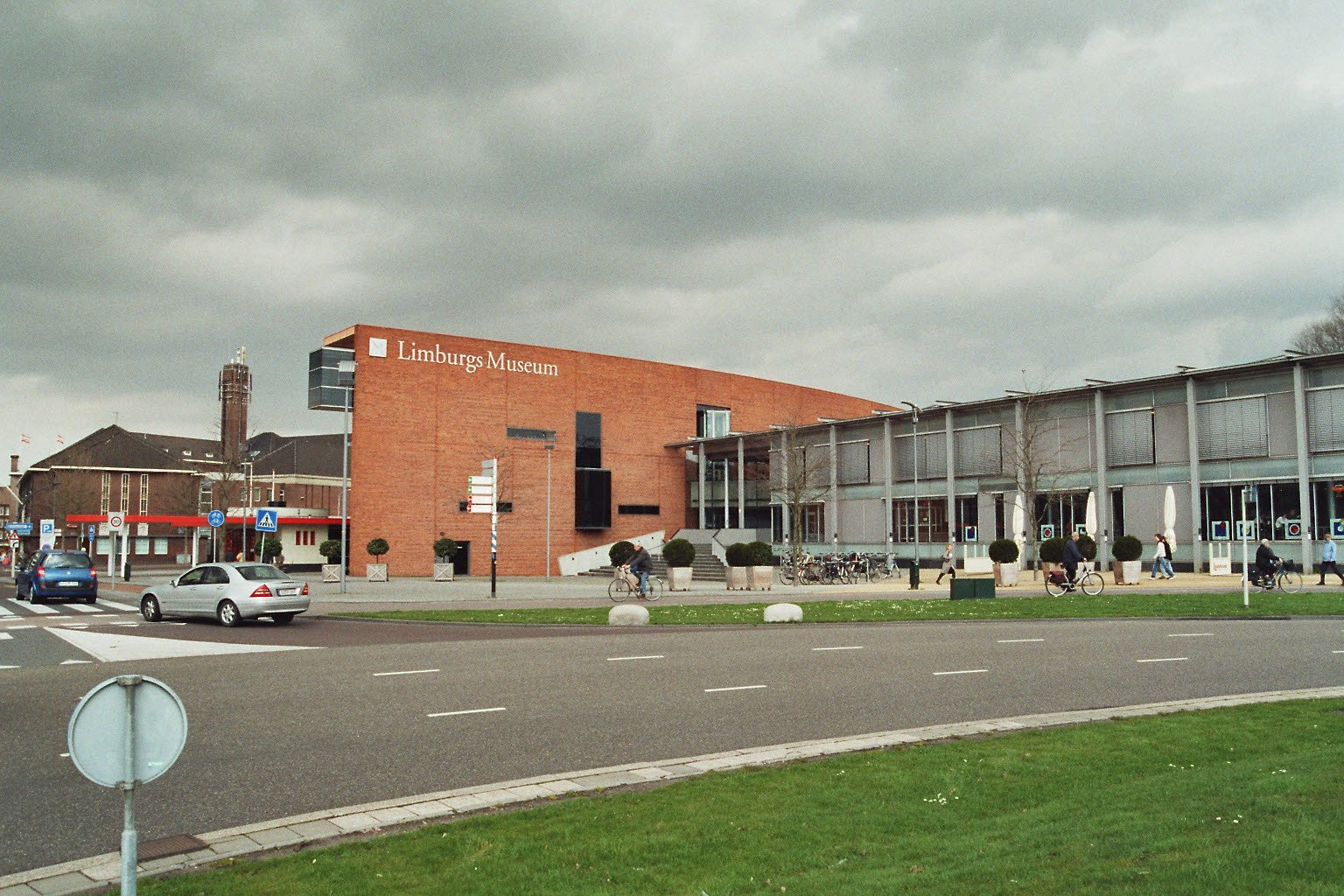
Musée principal à Venlo
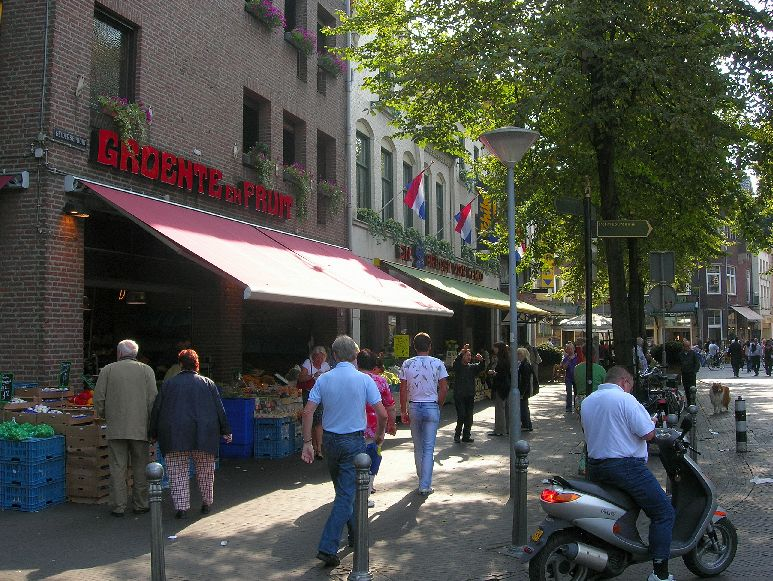
Marché de Venlo
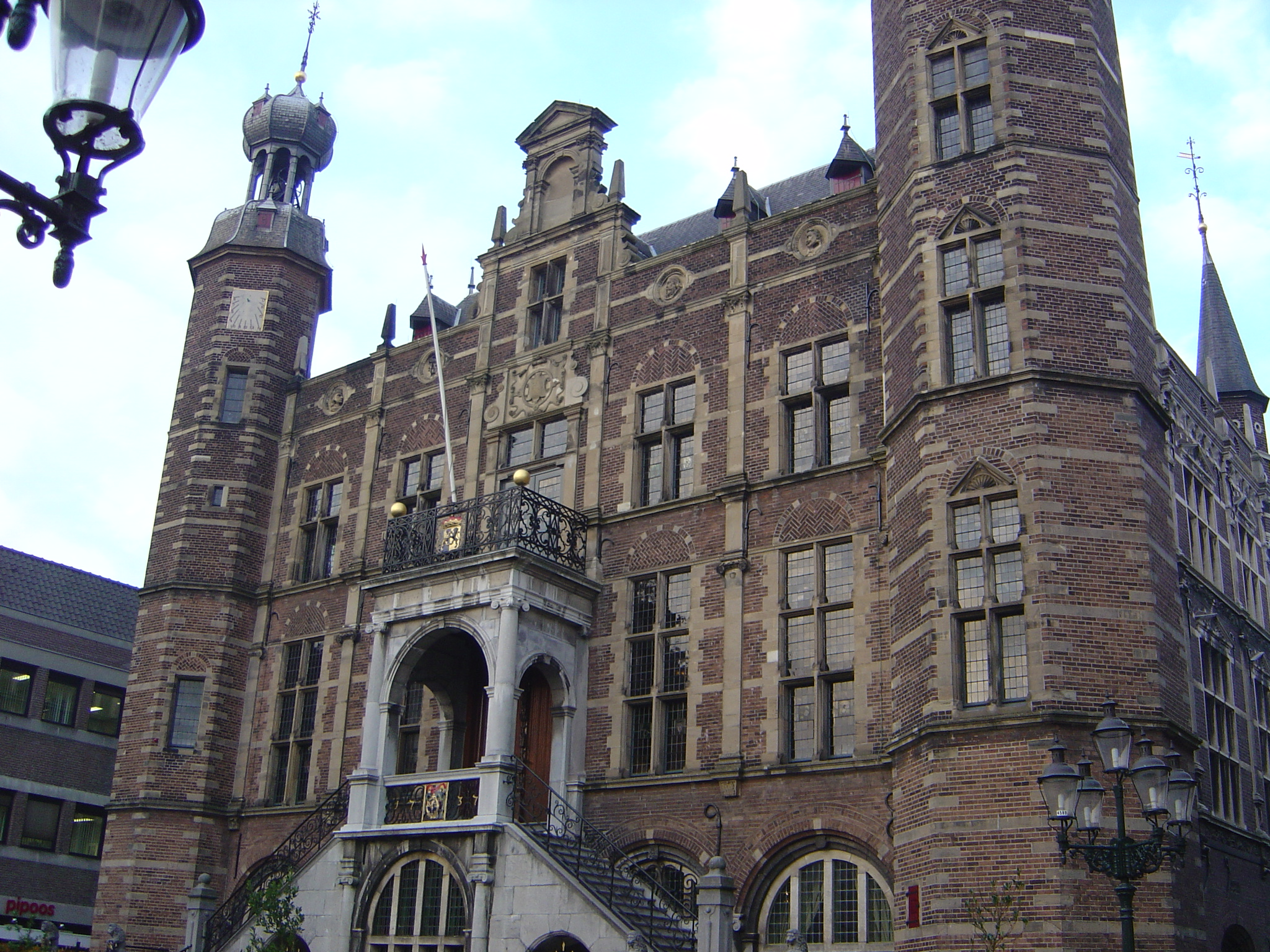
Mairie de Venlo
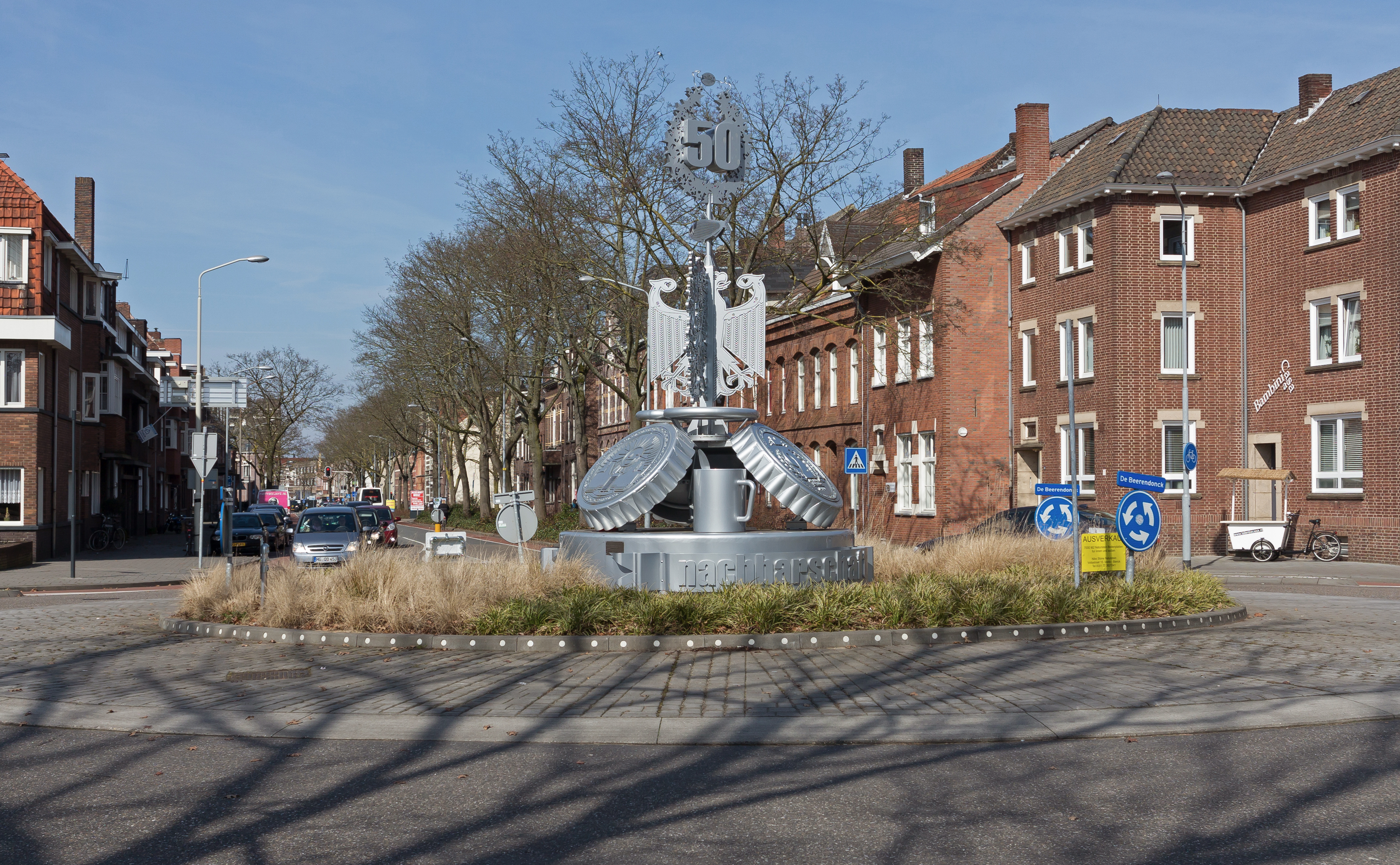
Sculpture (die 2 Brüder von Venlo)
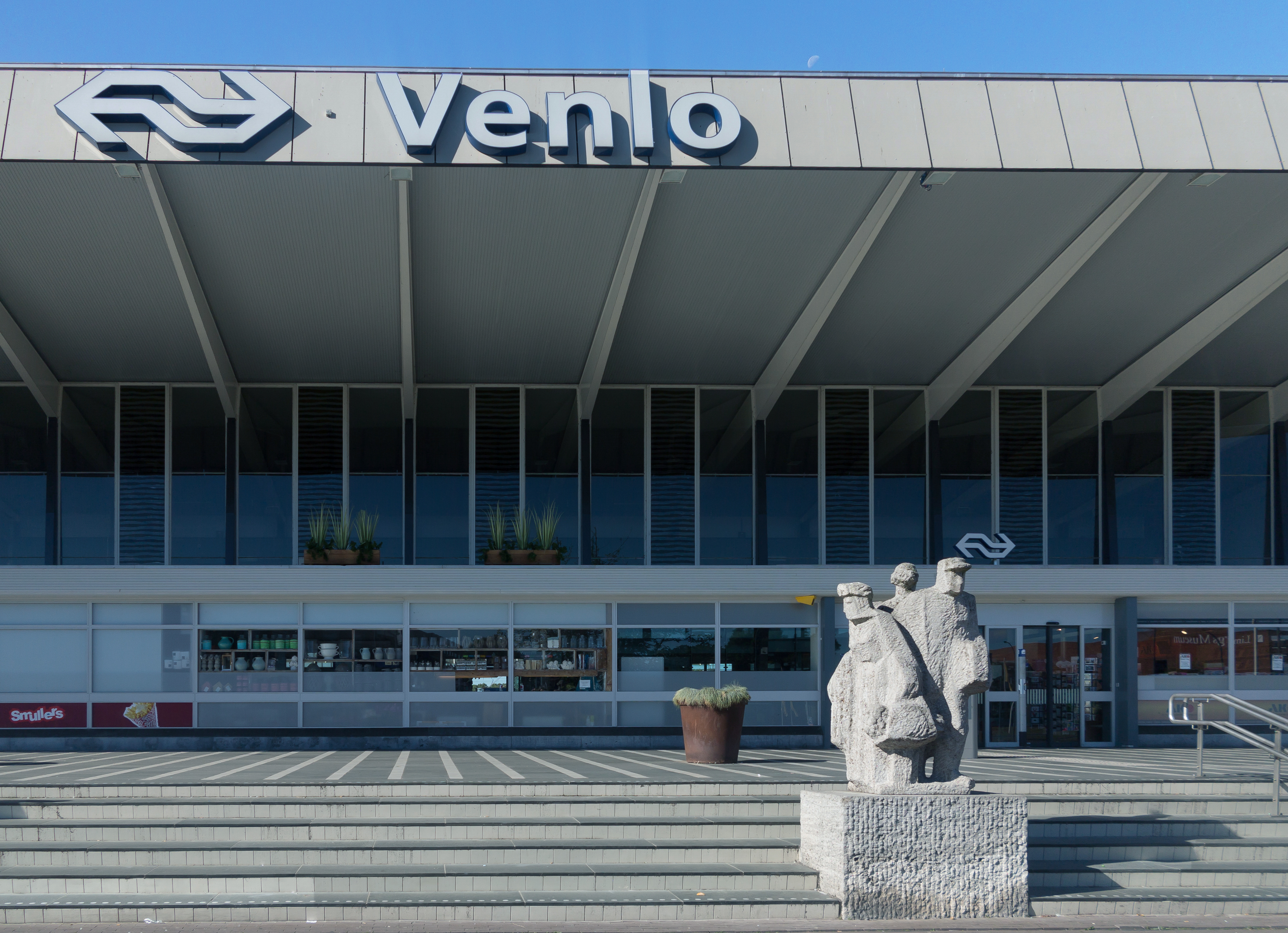
Sculpture devant la gare